# Elmar Kühling
Elmar F. Kühling (* 27. Februar 1968 in Kassel) ist ein deutscher Theater-, Fernseh- und Filmschauspieler.
Schauspielunterricht nahm er in München. Heute lebt er in Berlin, Singen, Kassel und in Bern.
Er ist verheiratet mit der Schweizer Schauspielerin Dina Roos und hat mit ihr zwei Kinder.

## Theaterrollen
- 1997: Hyazinth anlässlich des „Heinrich-Heine-Spektakels“ in Düsseldorf. Regie: Lew Bogdan
- 1998: Paul Schippel in Carl Sternheims Bürger Schippel, Theater „Die Färbe“ in Singen. Regie: Antonia Jaster
- 1998: Sosias in Plautus Amphitryon, Theater „Die Färbe“ in Singen. Regie: Peter Simon
- 1999: Jim Knopf in Michael Endes Jim Knopf und Lukas der Lokomotivführer, Theater „Komödie“ in Kassel. Regie: Florian Battermann
- 2000: Victor in Roger Vitracs Victor, oder die Kinder an der Macht, Theater „Die Färbe“ in Singen. Regie: Peter Simon
- 2001: Rodrigo in William Shakespeares Othello, Theater „Die Färbe“ in Singen. Regie: Peter Simon
- 2002: Hubert Meckel in Martin Walsers Der Abstecher, Theater „Artgenossen“, Singen. Regie: Nete Mann
- 2003: Benno in Ulla Klings Ernie greift an, Theater „Kleine Komödie am Max II“ in München. Regie: René Heinersdorff
- 2004: William Shakespeare in Ephraim Kishons Es war die Lerche, Theater „Die Färbe“ in Singen. Regie: Peter Simon
- 2005: Podkoljossin in Nikolai Gogols Die Heirat, Theater „Die Färbe“ in Singen. Regie: Peter Simon
- 2006: Udo in Curt Goetz´ Der Lügner und die Nonne, „Theater auf der Insel“, Insel Reichenau. Regie: Ute Fuchs
- 2006: Ein Mond für die Beladenen, „Theater an der Effingerstraße“, Bern. Regie: Wolfgang Brehm
- 2007: Der Regisseur (alle) in Lutz Hübners Gretchen 89ff, Theater „Die Färbe“ in Singen. Regie: Manfred Baierl
- 2007: Shakespeare in Die unteren Zehntausend, „Theater auf der Insel“, Insel Reichenau. Regie: Ute Fuchs
- 2007: Gaspard in Eugène Labiches Das Strumpfband, Theater „Die Färbe“ in Singen. Regie: Peter Simon
- 2007: Habbe in Mauro Guindanis Efeu und die Dicke, Theater „Die Färbe“ in Singen. Regie: Peter Simon
- 2008: Frédéric/Horace in Jean Anouilhs Einladung ins Schloß, „Theater auf der Insel“, Insel Reichenau. Regie: Ute Fuchs
- 2008: Jean-Francois Martin in Pepsie, Theater „Die Färbe“ in Singen. Regie: Peter Simon
- 2008: Der Mann mit der Kordel in Raymond Queneaus Autobus S, Theater „Die Färbe“ in Singen. Regie: Michael Wedekind

## Filmografie
- 1997: Porträt eines Richters, Regie: Norbert Kückelmann, Produktion: ZDF
- 1998: Vorsicht Falle, Regie: Axel Barth, Produktion: ZDF
- 2005: Jäger, Regie: Thomas Waidelich, Produktion: Filmhochschule Zürich
- 2006: Blutsbande, Regie: Matthias Benner, Produktion: GFS Entertainment
- 2009: Wasserweg, Regie: Marko Vucic, Produktion: Festivalfilm/MFG
- 2009: Snowmans Land, Regie: Thomasz Thomsen, Produktion: Kino/Noirfilm
- 2010: Wolfsfährte, Regie: Urs Egger, Produktion: Lisa Film/ARD

## Sonstiges
- 2002: Gründung des Theaters art.genossen